# Claude Kern
Claude Kern, né le 13 mars 1959 à Bischwiller, est un homme politique français, sénateur du Bas-Rhin depuis les élections sénatoriales de 2014 et ancien maire de Gries.

## Biographie
Claude Kern a été maire de Gries de 1995 à 2017, village dans lequel il réside depuis son enfance. Il fut également président de la communauté de communes de la Basse Zorn de 2001 à 2014. 
En 2014 il est élu président de l’association des maires du Bas-Rhin. Vincent Debes, maire de Hoenheim, lui succède le 30 novembre 2017.
Désigné tête de liste UDI pour les élections sénatoriales de 2014 dans le Bas-Rhin, il remporte un siège grâce aux 435 voix (soit 16,48% des suffrages) que rassemble sa liste La Voix de l’Alsace. Il est donc élu sénateur.
Au Sénat, Claude Kern siège au sein du groupe Union des démocrates et indépendants - UC qui réunit les sénateurs de l’UDI et du Modem. Il est membre de la commission de la culture, de l'éducation et de la communication ainsi que celle relative aux affaires européennes.